# Società Sportiva Comunale
La Società Sportiva Comunale, nota più comunemente come Comunale, è stata una società calcistica italiana con sede nella città di Siracusa.
Attiva dal 1945 al 1947, raggiunse il suo miglior risultato partecipando al campionato di Serie C stagione 1946-1947.

## Storia
Fondata nel 1945 da Sebastiano Aglianò, il quale all'epoca ricopriva anche la presidenza dell'Associazione Sportiva Siracusa, partecipò al campionato d'esordio di Prima Divisione nel 1945, al termine del quale venne poi ripescato in Serie C.
L'ammissione del Siracusa in Serie B nel 1946, permise alla Comunale di presentare domanda di ammissione al campionato di Serie C, la quale venne accettata. L'obiettivo della seconda società cittadina era la valorizzazione dei giovani calciatori locali da poter girare al Siracusa con il quale c'era un rapporto non solo di collaborazione ma anche di complementarità. La Comunale aveva in comune con il Siracusa anche il colore azzurro.
Il debutto nel campionato di terza serie per gli aretusei non fu del tutto semplice: la contemporanea presenza della più blasonata squadra nel primo campionato cadetto della sua storia comportò alla dirigenza della Comunale scarsa attenzione per lo svolgimento regolare del campionato, che difatti si concluse con la retrocessione diretta, senza racimolare nessun punto in classifica e con tre rinunce.
La maglia azzurra della Comunale fu indossata anche da alcuni ex calciatori del Siracusa come Pietro Cancellieri (nel doppio ruolo di allenatore/giocatore), Marcello Gallitto, Giuseppe Pistorino e Calogero Nobile. Nel 1947, viste le maggiori attenzioni rivolte al Siracusa che nel frattempo otteneva la salvezza in Serie B all'ultima giornata vincendo 2-1 in casa contro la Torrese, preparandosi dunque alla seconda stagione nei cadetti, il sodalizio si sciolse. Esso riscosse comunque molta simpatia e un discreto seguito dei siracusani, specialmente quelli residenti nel quartiere dello stadio comunale, la Borgata Santa Lucia.

## Allenatori e presidenti
Di seguito la cronologia degli allenatori che si sono susseguiti negli anni.
- 1945-1947  Pietro Cancelliere

Di seguito la cronologia dei presidenti che si sono susseguiti negli anni.
- 1945-1947  Sebastiano Aglianò